# Death Prevails
Death Prevails è l'album di debutto del gruppo death metal Hackneyed, pubblicato nel 2008 dalla Nuclear Blast.

## Tracce
1. Unseen Enemy – 2:12
2. Gut Candy – 4:06
3. Ravenous – 2:46
4. Axe Splatter – 3:38
5. Neon Sun – 3:50
6. Worlds Collide – 4:46
7. Symphony of Death – 3:46
8. Bone Grinder – 4:15
9. Again – 1:36

## Formazione
- Tim Cox - batteria
- Devin Cox - chitarra
- Phillip Mazal - voce
- Alex Büttner - basso
- Felix Papp - chitarra